# Hemicordulia lulico
Hemicordulia lulico – gatunek ważki z rodziny szklarkowatych (Corduliidae).